# Speciale TG1
Speciale TG1 è un rotocalco televisivo prodotto dal TG1. Va in onda dal 1965 su Rai 1.

## Il programma
Come TV7, Speciale TG1 approfondisce le notizie di: cronaca, sport, esteri, cultura e spettacoli, musica, politica, cinema, medicina, economia. Fino al 1976, il rotocalco si chiamava Servizi Speciali del Telegiornale, che fu per l'appunto, una rubrica dello storico Telegiornale. La prima puntata come Speciale TG1 andò in onda sabato 8 maggio 1976 in occasione del terremoto del Friuli, avvenuto due giorni prima. Il motivo musicale che accompagna la sigla è, dal settembre 1982, Sinfonia per un addio dei Rondò Veneziano tratto dall'album La Serenissima, riarrangiato nel dicembre 1987 e nuovamente nel 2002.
Il 9 gennaio 1999 il programma divenne Serata TG1 (fra i cui conduttori vi era anche Lamberto Sposini), fino al 30 giugno 2002, quando riprese il nome storico.
Attualmente, la collocazione fissa del programma è nella seconda serata della domenica.

## Puntate speciali
In occasione di avvenimenti particolarmente rilevanti vengono realizzate delle puntate speciali della trasmissione con giornalisti del TG1, ospiti e inviati in collegamento da diverse sedi.

## Spin-off

### Speciale TG1 sulla guerra in Ucraina
Dal 24 febbraio al 4 giugno 2022, in orario variabile (solitamente sostituendo nella fascia mattutina la prima parte di Unomattina), è andato in onda lo spin-off Speciale TG1 - Diario di guerra (divenuto dal 21 marzo Speciale TG1 sulla guerra in Ucraina) dedicato al conflitto in Ucraina, condotto inizialmente da Monica Maggioni, direttrice della testata, poi dal 21 marzo dall’inviata Paola Cervelli e dal 2 aprile in alternanza con la giornalista Isabella Romano.

## Conduttori
Tra i conduttori di Speciale TG1 ricordiamo:
- Romano Tamberlich
- Alberto La Volpe
- Enrico Mentana
- Bruno Vespa
- Giuseppe Vannucchi
- Gian Piero Galeazzi
- Nuccio Fava
- Angela Buttiglione
- Vittorio Citterich
- Giuseppe Breveglieri
- Piero Badaloni
- Clemente Mimun
- Fabrizio Del Noce
- Paolo Giuntella
- Bruno Mobrici
- Gianni Riotta
- Monica Maggioni
- Franco Di Mare